# Ministère des Affaires intergouvernementales du Nouveau-Brunswick
Le ministère des Affaires intergouvernementales du Nouveau-Brunswick est un ministère néo-brunswickois. Le ministre actuel est, depuis le 12 octobre 2010, David Alward, qui est aussi le premier ministre.

## Liste des ministres
| Dates                            | Ministre      | Gouvernement  |
| -------------------------------- | ------------- | ------------- |
| 21 juin 1999 - 27 juin 2003      | Bernard Lord  | Bernard Lord  |
| 27 juin 2003 - 14 février 2006   | Percy Mockler | Bernard Lord  |
| 14 février 2006 - 3 octobre 2006 | Bernard Lord  | Bernard Lord  |
| 3 octobre 2006 - 12 octobre 2010 | Shawn Graham  | Shawn Graham  |
| 14 février 2006 - 7 octobre 2014 | David Alward  | David Alward  |
| 7 octobre 2014 - présent         | Brian Gallant | Brian Gallant |